# Kye Whyte
Pour les articles homonymes, voir Whyte.
Kye Whyte, né le 21 septembre 1999 à Peckham, est un coureur cycliste britannique, spécialiste du BMX.

## Biographie
Son frère ainé Tre (né en 1993) a également pratiqué le BMX au haut-niveau.
En 2018, Kye Whyte remporte une médaille d'argent aux championnats d'Europe de Glasgow derrière son compatriote Kyle Evans. En avril 2019, il décroche une première victoire en Coupe du monde,.
Aux mondiaux de 2019, il se qualifie pour la finale, mais, lors de celle-ci il est pris dans une chute et termine finalement cinquième.
Le 20 juin 2021, il est officiellement sélectionné pour les Jeux olympiques de Tokyo 2020, où il décroche la médaille d'argent.

## Palmarès

### Jeux olympiques
- Tokyo 2020
  -  Médaillé d'argent du BMX

### Championnats du monde
- Zolder 2019
  - 5e du BMX
- Nantes 2022
  -  Médaillé d'argent du BMX
- Rock Hill 2024
  - 8e du BMX

### Coupe du monde
- 2017 : 121e du classement général
- 2018 : 25e du classement général
- 2019 : 16e du classement général, vainqueur d'une manche à Manchester
- 2020 : 8e du classement général
- 2021 : 31e du classement général
- 2022 : 4e du classement général
- 2023 : 39e du classement général
- 2024 : 8e du classement général, vainqueur d'une manche à Brisbane

### Championnats d'Europe
- Glasgow 2018
  -  Médaillé d'argent du BMX
- Valmiera 2019
  - 4e du BMX
- Dessel 2022
  -  Champion d'Europe de BMX

### Coupe d'Europe
- 2019 : 9e du classement général
- 2023 : 8e du classement général
- 2024 : 14e du classement général, vainqueur de 3 manches